# Brestovec
Brestovec es un municipio del distrito de Komárno en la región de Nitra, Eslovaquia, con una población estimada a principio del año 2024 de 503 habitantes.
Se encuentra ubicado al suroeste de la región, cerca de los ríos Danubio y Váh, y de la frontera con Hungría.

## Demografía
| Año        | 1994 | 2004    | 2014    | 2024    |
| ---------- | ---- | ------- | ------- | ------- |
| Población  | 501  | 486     | 504     | 503     |
| Diferencia |      | −2,99 % | +3,70 % | −0,19 % |

| Año        | 2023 | 2024    |
| ---------- | ---- | ------- |
| Población  | 498  | 503     |
| Diferencia |      | +1,00 % |